# Energia nucleare in Ghana
L'energia nucleare in Ghana è utilizzata solo per scopi di ricerca, medici e industriali e viene fornita da un unico reattore nucleare, il Ghana Research Reactor, situato ad Accra, capitale del Paese. Il reattore è in funzione dal 1994. Al 2022 è in programma la costruzione di una centrale di 1 GWe per la produzione di elettricità.

## Storia
La Commissione per l'energia atomica del Ghana ha fatto studi sulla possibilità di usare l'energia nucleare ed è membro dell'International Nuclear Library Network. La commissione sta lavorando con l'Agenzia internazionale per l'energia atomica per implementare l'energia nucleare in Ghana nel contesto del più ampio progetto chiamato Sustainable Energy Development for Sub-Saharan Africa (sviluppo energetico sostenibile per l'Africa subsahariana). Il Ghana ha anche una scuola post laurea di scienze nucleari che forma studenti universitari e già laureati nelle tecniche di applicazione delle scienze nucleari in aree come l'agricoltura, la medicina e la ricerca. Entrambe queste organizzazioni si concentrano più sulla ricerca e sull'unico reattore di ricerca situato in Ghana che sull'energia nucleare.
Il governo del Ghana è impegnato nello sviluppo dell'energia nucleare come fonte di energia sostenibile e dal 2020 sta intraprendendo fasi preparatorie per la generazione di energia nucleare. Il presidente John Agyekum Kufuor ha sostenuto la futura costruzione di centrali nucleari, vedendola come parte della soluzione ai problemi energetici del Paese. Ha avviato un comitato per l'energia nucleare per studiare la questione. Nel 2011, anche il direttore del National Nuclear Research Institute, Benjamin Narko, ha affermato di ritenere che l'energia nucleare potrebbe prevenire future crisi energetiche. Il ministero ha creato una sezione per coordinare le attività sul progetto nucleare.
La società statale russa per l'energia atomica Rosatom ha firmato un "Memorandum d'intesa" con il Ghana nell'agosto 2015 per sviluppare un reattore da 1200 megawatt in Ghana. Tuttavia, poiché la produzione totale di energia nel paese all'epoca era di soli 2831 MW, affinché il reattore potesse entrare nella rete elettrica nazionale, sarebbero dovuti essere fatti miglioramenti significativi. Nel gennaio 2017, l'AIEA ha concluso una missione di otto giorni in Ghana per esaminare le infrastrutture del paese, in preparazione alla selezione dei fornitori internazionali. Una missione successiva nell'ottobre 2019 ha concluso che erano stati compiuti progressi significativi e che il Ghana sarebbe stato presto pronto a discutere le sue opzioni con i partner internazionali.
Nel 2022 il governo ha approvato il piano per la costruzione di una centrale nucleare da 1 GWe con fornitori invitati da USA, Russia, Canada e Corea del Sud e il contratto dovrebbe essere firmato nel 2024-2026.